# العلاقات الأردنية البليزية
العلاقات الأردنية البليزية هي العلاقات الثنائية التي تجمع بين الأردن وبليز.

## مقارنة بين البلدين
هذه مقارنة عامة ومرجعية للدولتين:
| وجه المقارنة                                              | الأردن                   | بليز         |
| --------------------------------------------------------- | ------------------------ | ------------ |
| المساحة (كم2)                                             | 89.34 ألف                | 22.97 ألف    |
| عدد السكان (نسمة)                                         | 9.81 مليون               | 374.68 ألف   |
| الكثافة السكانية (ن./كم²)                                 | 109.81                   | 16.31        |
| العاصمة                                                   | عمان                     | بلموبان      |
| اللغة الرسمية                                             | اللغة العربية            | لغة إنجليزية |
| العملة                                                    | دينار أردني              | دولار بليزي  |
| الناتج المحلي الإجمالي (بليون دولار)                      | 40.07 مليار              | 1.84 مليار   |
| الناتج المحلي الإجمالي (تعادل القوة الشرائية) بليون دولار | 82.80 مليار              | 3.05 مليار   |
| الناتج المحلي الإجمالي الاسمي للفرد دولار أمريكي          | 4.94 ألف                 | 4.88 ألف     |
| الناتج المحلي الإجمالي للفرد دولار أمريكي                 | 12.05 ألف                | 8.42 ألف     |
| مؤشر التنمية البشرية                                      | 0.748                    | 0.715        |
| رمز المكالمات الدولي                                      | +962                     | +501         |
| رمز الإنترنت                                              | .jo                      | .bz          |
| المنطقة الزمنية                                           | ت ع م+02:00، ت ع م+03:00 | 00           |

## منظمات دولية مشتركة
يشترك البلدان في عضوية مجموعة من المنظمات الدولية، منها:
| علم المنظمة | اسم المنظمة                        | تاريخ انضمام الأردن | تاريخ انضمام بليز |
| ----------- | ---------------------------------- | ------------------- | ----------------- |
|             | الاتحاد البريدي العالمي            | ?                   | ?                 |
|             | مؤسسة التنمية الدولية              | 4 أكتوبر 1960       | 19 مارس 1982      |
|             | البنك الدولي للإنشاء والتعمير      | 29 أغسطس 1952       | 19 مارس 1982      |
|             | منظمة التجارة العالمية             | ?                   | ?                 |
|             | يونسكو                             | 14 يونيو 1950       | 10 مايو 1982      |
|             | وكالة ضمان الاستثمار متعدد الأطراف | 12 أبريل 1988       | 29 يونيو 1992     |
|             | منظمة حظر الأسلحة الكيميائية       | ?                   | ?                 |
|             | مؤسسة التمويل الدولية              | 20 يوليو 1956       | 19 مارس 1982      |
|             | الاتحاد الدولي للاتصالات           | 20 مايو 1947        | 16 ديسمبر 1981    |
|             | الأمم المتحدة                      | 14 ديسمبر 1955      | 25 سبتمبر 1981    |
|             | منظمة الشرطة الجنائية الدولية      | ?                   | ?                 |

## وصلات خارجية
- موقع وزارة الخارجية الأردنية
- موقع وزارة الخارجية البليزية